# Doi oameni în oraș
Doi oameni în oraș (titlul original: în franceză Deux hommes dans la ville) este un film polițist-dramatic francez, realizat în 1973 de regizorul José Giovanni, protagoniști fiind actorii Alain Delon, Jean Gabin, Michel Bouquet și Mimsy Farmer. 

## Distribuție
- Alain Delon – Gino Strabliggi
- Jean Gabin – Germain Cazeneuve
- Michel Bouquet – inspectorul Goitreau
- Mimsy Farmer – Lucy
- Victor Lanoux – Marcel
- Ilaria Occhini – Sophie Strabliggi
- Guido Alberti – patronul imprimeriei
- Cécile Vassort – Evelyne Cazeneuve
- Bernard Giraudeau – Frédéric Cazeneuve
- Christine Fabréga – Geneviève Cazeneuve
- Malka Ribowska – dl. Baudard
- Jacques Monod – procurorul
- Armand Mestral – directorul închisorii 1
- Robert Castel – André Vautier, vecin
- Gabriel Briand – Jeannot
- Roland Monod – președintele tribunalului
- Pierre Collet – comisarul
- Maurice Barrier – judecătorul de instrucție
- Raymond Loyer – căpitanul de jandarmerie
- Jacques Marchand – deținutul disperat
- Jacques Rispal – judecătorul
- Gérard Depardieu – tânărul urât
- Albert Augier – Raquin
- Dominique Zardi – un deținut
- Jean Rougeul
- Pierre Asso – directorul închisorii 2 (nemenționat)
- André Rouyer – căpitanul
- Bernard Musson – gardianul din închisoare
- Jean-Pierre Honoré – preotul
- Patrick Lancelot – medicul
- Paul Beauvais
- Lucie Arnold – dna. Vautier
- Nicole Desailly – vecina
- Jacques Pisias – inspectorul de la comisariat
- Jean Degrave – un educator
- Franck Stuart – un educator
- Michel Fortin – polițistul executor
- Gilbert Servien – un vecin

## Culise
Prin filmul său, Giovanni face o pledoarie împotriva pedepsei cu moartea, care a fost aplicată în Franța pentru ultima dată în 1977 prin ghilotinare, în 1981 se desființează prin lege. Regizorul însuși a fost implicat în tinerețe într-o gașcă dedată la jafuri, în care au fost ucise trei persoane. Giovanni a fost condamnat la moarte și grațiat datorită angajamentului tatălui său. A petrecut apoi zece ani în închisoare, ca și personajul principal al acestui film. Multe dintre filmele lui Giovanni sunt marcate de propriile experiențe și se încheie cu o execuție.
În film apare tânărul Gérard Depardieu.
În anul 2014 a apărut sub titlul Two Men in Town un remake cu Forest Whitaker și Harvey Keitel. 